# Automobil-Museum Bremen
Das Automobil-Museum Bremen war ein Museum für Oldtimer.

## Geschichte
Joachim Pett plante ab 1976, ein Automuseum zu eröffnen. Er mietete eine Halle mit 750 Quadratmetern Fläche an der Georg-Wulf-Straße in Bremen. Der Aufwand für Umbau und Renovierung war gering. Am Eröffnungstag Pfingsten 1977 waren Presse und Rundfunk anwesend. Das Museum war an sechs Tagen pro Woche geöffnet. Dennoch kamen zu wenig Besucher. Die Einnahmen aus den Eintrittsgeldern waren zu gering, um die Mietkosten zu decken. Der Kontakt mit dem Senat der Freien Hansestadt Bremen mit dem Ziel, eine günstigere Unterkunft anzumieten, verlief negativ.
Bereits nach einem Jahr, am Ostermontag 1978, schloss Pett das Museum. In dieser Zeit hatte er 10.000 Besucher. Wieder berichtete die Presse.
Pett plante, in der Umgebung von Bremen ein neues Museum aufzumachen. Dies gelang ihm Pfingsten 1980 mit dem Automuseum Asendorf.

## Ausstellungsgegenstände
27 Automobile waren ausgestellt. Der Schwerpunkt lag auf Fahrzeugen des Borgward-Konzerns aus Bremen. Genannt sind Lloyd 400 und Alexander Frua, Borgward Isabella, P 100, Hansa 1500 und Hansa 2400, Goliath GP 700, Hansa 1100 von 1939 und Hansa 1100 als Cabriolet von Wiesenfahrt von 1960, Lloyd von etwa 1910, zwei MG, zwei Jaguar, Mercedes-Benz 300 SL mit Flügeltüren und Opel Super 6.
Den genannten Lloyd Alexander Frua mit Erstzulassung vom 30. April 1959 bot das Museum am 25. März 1978 in der Tageszeitung Bremer Nachrichten für 2800 DM an.